# Hypselodoris bullockii
Hypselodoris bullockii is een zeenaaktslak, herkenbaar aan de witte streep die langs zijn zij loopt, twee prominente oranjekleurige rinoforen op de kop en het gewei-achtige tentakel op zijn rug (de kieuwen). Deze slak komt in meerdere kleuren voor en wordt zo'n 4 centimeter lang.
De soort komt zowel in de Grote Oceaan als in de Indische Oceaan voor.
De wetenschappelijke soortnaam is voor het eerst geldig gepubliceerd in 1881 door Collingwood.